# Ivan Peresvetov
Ivan Semjonovitj Peresvetov (modern ryska: Иван Семёнович Пересветов; modern belarusiska: Іван Сямёнавіч Перасветаў), född sent 1400-tal eller tidigt 1500-tal, död 1550- eller 1560-talet, var en ruthensk och Moskvarysk militär, författare och politisk tänkare.

## Biografi
Peresvetov, vars exakta levnadsår är okända, tillhörde en gren av den östslaviska lågadliga ätten Peresvetov. Han var född i Storfurstendömet Litauen och ansåg sig vara en ättling till den rusiske medeltidshjälten Alexander Peresvet (1380). Han tjänstgjorde emellertid under 1520- och 1530-talet som officer med egna ryttare inte bara i Litauen, utan även i Ungern och furstendömet Moldova. Till Moskvastaten kom han antagligen 1538 eller 1539 och fick där i uppdrag att producera husarsköldar. Sedan hans uppdragsgivare – en nära släkting till den senare tsardynastin Romanov – dött hamnade han i svårigheter och skrev under denna tid ett antal politiska pamfletter och böneskrifter, främst till tsar Ivan IV, där han bland annat klagar över de övergrepp och stölder han utsatts för av Moskvaryska magnater. 
| ” | Tre konungar har jag tjänat, o herre tsar, men sådana förgripelser har jag aldrig skådat i något konungarike. (Lilla böneskriften, cirka 1549) | „ |

 Peresvetov förespråkade en stark furstemakt, ett effektivt och korruptionsfritt skatteupptagningssystem, oväldiga och avlönade domare och en välorganiserad krigsmakt i vilken professionella militärer hade företräde framför bördsaristokrater. Delvis hänvisade han här i mer eller mindre allegorisk form till styret i det Osmanska riket, som han förde fram som exempel i flera skrifter. Peresvetov brukar betraktas som en av de viktigaste politiska tänkarna i det senmedeltida Ryssland. Han skrev på en medelryska med relativt få inslag av kyrkslaviska.
Sannolikt dog Peresvetov på 1550- eller 1560-talet i Ryssland. Han kan under senare delen av sitt liv ha utsatts för repressalier, då en arkivförteckning över senare förlorade akter i tsarens arkiv nämner ”Ivasjko Peresvetovs svarta akt” («черный списокъ Ивашки Пересвѣтова»).
1. ↑  Historikern Konstantin Jerusalimskij menar att Peresvetov härstammade från Moskvaryssland och kunde återvända dit trots sin litauiska tjänstgöring tack vare särskilt aristokratiskt beskydd. (K. Erusalimskii. Back in Moscow: Repatriation of Muscovite Emigrants in the Political and Legal Culture of Sixteenth- and Seventeenth-Century Russia. Foreigners in Muscovy: Western Immigrants in Sixteenth- and Seventeenth Russia, edited by S. Dreher & W. Mueller. London & New York 2023, sid 45)
2. ↑  ”Born and bred in Lithuania, conditioned by life in the borderland, divided between Polish Catholicism and Russian Orthodoxy, offering his sword as a Polish cavalryman now to the Hungarian Jan Zapolya, a vassal of the Ottomans, now the Habsburg King of Bohemia, now to the voevoda Peter IV Raresh of Moldavia, Peresvetov was a fairly senior officer serving with six or seven horses and the corresponding number of grooms and servants.” (de Madariaga, sid 88)

## Ivan Peresvetov och tsar Ivan IV
I vilken grad Peresvetovs tänkande påverkade Ivan IV (”den Förskräcklige”) är omstritt. Under tidigt 1800-tal framförde historikern Nikolaj Karamzin tanken att ”Ivan Peresvetov” helt enkelt var ett pseudonym för tsaren, men denna hypotes är nu förkastad i forskningen, som också kunnat visa på de klara skillnaderna mellan Peresvetovs och tsarens politiska ideal. Ryktet om honom som en moskovitisk Machiavelli eller Bodin, som var vanligt i sovjetisk vetenskap, är överdrivet men någon ny konsensus om hans ställning som tänkare finns ännu inte. Ett försök att identifiera Peresvetov med den förste östslaviska boktryckaren Ivan Fedorov har inte vunnit gehör i forskningen.

### Peresvetovs bevarade skrifter[a]
- Lilla böneskriften (Малая челобитная)
- Stora böneskriften (Большая челобитная)
- Berättelsen om sultan Mehmet (Сказание о Магмете-султане)
- Berättelsen om kejsar Konstantin (Сказание о царе Константине)
- Berättelsen om hur turkarna tog Konstantinopel [omarbetning av Nestor-Iskanders Berättelsen om Konstantinopel] (Сказание о взятии Константинополя турками)

1. ↑  Titlar på modern ryska inom parentes

### Vetenskapliga verkutgåvor
- Зимин, А. А. och Д. С. Лихачев. Сочинения И. Пересветова. Москва 1956
- Scritti politici di Ivan Semenovic Peresvetov a cura di G. M. Basile. Milano 1976

### Läs på svenska även
V. Pražić. Ivan Peresvetov: publicist eller renässansfilosof? En granskning av den sovjetiska historieforskningen om en politisk skriftställare i Moskva på 1500-talet. Kandidatuppsats i ryska. Lunds universitet VT 2021.